# Ystrad Meurig Castle
Ystrad Meurig Castle är en lämning efter en medeltida motteborg i kommunen Ceredigion i Wales. Den anlades på 1100-talet.